# Andrea Delmastro Delle Vedove
Andrea Delmastro Delle Vedove (Gattinara, 22 ottobre 1976) è un politico italiano.

## Biografia
Nato il 22 ottobre 1976 a Gattinara, in provincia di Vercelli, figlio di Sandro, avvocato e politico di Alleanza Nazionale, per cui è stato deputato dal 1996 al 2006, Delmastro si è laureato in giurisprudenza presso l'Università degli Studi di Torino ed è diventato avvocato penalista come il padre, iscritto all'albo degli avvocati di Biella, attualmente sospeso dall'esercizio della professione forense in quanto sottosegretario di Stato.
Ha una sorella minore, Francesca, anche lei politica di Fratelli d'Italia e dal 6 giugno 2016 sindaco di Rosazza (BI).

## Attività politica

### Gli inizi
Delmastro ha iniziato a fare politica da giovanissimo nel Fronte della Gioventù (FdG), l'organizzazione giovanile del Movimento Sociale Italiano-Destra Nazionale (MSI-DN), divenendo a soli 16 anni segretario provinciale e mantenendo l'incarico nella sua confluenza in Azione Giovani, la nuova organizzazione giovanile di Alleanza Nazionale (AN); nel congresso dove avvenne la svolta di Fiuggi di Gianfranco Fini, che portò allo scioglimento del MSI-DN e la fondazione di AN, era stato un delegato del partito.
Alle elezioni amministrative del 1995 viene eletto consigliere circoscrizionale di Riva a Biella, mentre nel 1997, divenuto consigliere comunale e assessore a Biella, diventa un dirigente nazionale di Azione Giovani.

### Consigliere provinciale
Alle elezioni amministrative del 1999 si candida al consiglio provinciale di Biella tra le liste di Alleanza Nazionale, venendo eletto consigliere provinciale e ricoprendo, successivamente, la carica di presidente della Commissione Cultura ed Istruzione sotto l'amministrazione del forzista Orazio Scanzio.
Alle elezioni regionali in Piemonte del 2000 viene candidato per AN al consiglio regionale del Piemonte, nella mozione del deputato forzista Enzo Ghigo (ex dirigente del gruppo Publitalia-Fininvest), ma ricevendo 1411 preferenze nella circoscrizione di Biella e risultando non eletto.
Alle elezioni amministrative del 2004 viene ricandidato consigliere provinciale di Biella, tra le liste di AN nei collegi Biella II e Masserano, ma non viene rieletto.
Dopo essere divenuto nel 2007 segretario provinciale di Alleanza Nazionale, traghetterà il partito nella confluenza del Popolo della Libertà (lista elettorale che raccoglieva principalmente AN e Forza Italia) come partito, con il quale sarà candidato nella circoscrizione Piemonte 2 per la Camera dei deputati alle elezioni politiche del 2008 senza essere eletto.

### Consigliere e Assessore comunale a Biella
Alle elezioni amministrative del 2009 viene eletto consigliere comunale di Biella per il PdL, è poi nominato assessore ai Lavori pubblici nella giunta di centrodestra presieduta da Donato Gentile.
Alle elezioni regionali in Piemonte del 2010 viene candidato nelle liste del PdL, a sostegno dell'allora capogruppo leghista a Montecitorio Roberto Cota, ottenendo 2.108 preferenze nella circoscrizione di Biella ma non venendo eletto in consiglio regionale del Piemonte.
A dicembre 2012 partecipa alla scissione del PdL guidata da Giorgia Meloni, Ignazio La Russa e Guido Crosetto che porta alla fondazione di Fratelli d'Italia (FdI), con cui alle elezioni politiche del 2013 è stato candidato alla Camera dei deputati, tra le sue liste nella circoscrizione Piemonte 2, non risultando eletto.
Alle elezioni amministrative del 2014 viene rieletto consigliere comunale per Fratelli d'Italia.

### Elezione a deputato
Alle elezioni politiche del 2018 viene ricandidato alla Camera nel collegio uninominale di Biella, sostenuto dalla coalizione di centro-destra in quota Fratelli d'Italia, dove viene eletto per la prima volta deputato con il 47,1% dei voti contro i candidati del Movimento 5 Stelle Emanuele Alberto Cutellè (23,81%) e del centro-sinistra, in quota Partito Democratico, Nicoletta Favero (22,63%).
Nel corso della XVIII legislatura è stato presidente della Giunta per le autorizzazioni a procedere di Montecitorio, membro del Comitato parlamentare per i procedimenti di accusa, componente e capogruppo di Fratelli d’Italia nella 3ª Commissione Affari esteri e comunitari, oltre a presentare come primo firmatario un'interpellanza parlamentare al Ministero della giustizia, rimasta senza risposta, per chiedere l'encomio solenne per i poliziotti penitenziari coinvolti nel pestaggio nel carcere di Santa Maria Capua Vetere.
All'interno di Fratelli d'Italia viene descritto come uno degli uomini più fedeli della presidente del partito Giorgia Meloni, tanto da essere stato il suo avvocato di fiducia nelle querele contro i giornali per diffamazione come il Domani, oltre a ricoprire l'incarico di Responsabile degli affari esteri e giustizia del partito.

### Sottosegretario alla Giustizia
Alle elezioni politiche anticipate del 2022 viene ricandidato alla Camera nel collegio uninominale Piemonte 2 - 03 (Vercelli), sostenuto dalla coalizione di centro-destra in quota Fratelli d'Italia, dove viene rieletto deputato con il 53,85% dei voti contro la candidata del centro-sinistra, in quota Partito Democratico, Mariella Moccia (23,8%).
Con la vittoria del centro-destra alle elezioni politiche del 2022 e la conseguente nascita del governo presieduto da Giorgia Meloni, il 31 ottobre 2022 viene indicato dal Consiglio dei Ministri come sottosegretario di Stato al Ministero della giustizia nel governo Meloni, entrando in carica dal 2 novembre e affiancando il ministro Carlo Nordio, ottenendo poi la delega al corpo di polizia penitenziaria. Secondo il quotidiano Domani, Delmastro è stato nominato in tale incarico per contenere l'operato del ministro Nordio, come successo quando quest'ultimo ha dichiarato la volontà di limitare le intercettazioni. Delmastro si è affrettato a intervenire pubblicamente per ridimensionare e smentire alcune delle dichiarazioni del ministro.

## Vicende giudiziarie
Delmastro ha ricevuto una condanna per guida in stato di ebbrezza, successivamente estinta tramite oblazione.
Nel 2004 è stato rinviato a giudizio per un'aggressione ai danni di due clochard avvenuta a Biella. Delmastro è stato poi assolto in primo e secondo grado.
A febbraio 2023 è stato iscritto nel registro degli indagati dalla procura di Roma per l'ipotesi di reato di rivelazione di segreto d'ufficio, a proposito di informazioni riservate da lui comunicate al deputato e collega di partito Giovanni Donzelli, a proposito del caso giudiziario dell'anarchico Alfredo Cospito, detenuto sottoposto al regime carcerario restrittivo dell'articolo 41 bis dell'ordinamento penitenziario italiano. Donzelli aveva poi reso pubbliche tali informazioni nel corso di un dibattito parlamentare. Il 6 luglio 2023 il gip di Roma ne ha disposto l'imputazione coatta, nonostante la procura avesse richiesto l'archiviazione. Il 29 novembre 2023 viene rinviato a giudizio dal GUP di Roma. Nel processo di primo grado il pubblico ministero ne chiede l'assoluzione per mancanza del dolo (in quanto Delmastro non sarebbe stato consapevole del fatto che le informazioni da lui rivelate fossero coperte da segreto), ma la tesi non viene accolta dal giudice, che il 20 febbraio 2025 lo condanna in primo grado a otto mesi di carcere. e un anno di interdizione dai pubblici uffici, riconoscendogli le attenuanti generiche e con la sospensione condizionale della pena. Nelle motivazioni della condanna si legge che la rivelazione del segreto d'ufficio ha minato il lavoro dell’antimafia e che il ministero della Giustizia ha cercato di aiutare Delmastro («le chiare clausole con cui se ne limitava la divulgazione [sono diventate] poco più che consigli»).